# Canada Alpin
Canada Alpin (anglais : Alpine Canada) est la fédération sportive de ski alpin du Canada. En tant que fédération nationale, l'organisation est membre du Comité olympique canadien.
Elle est l'une des composantes de l'Association canadienne des sports d'hiver.

## Équipes
- Équipe nationale de ski alpin
- Équipe nationale de ski cross
- Équipe nationale de ski para-alpin
- Programme NextGen

## Compétitions
- Championnats canadiens de ski alpin
- Championnats canadiens de ski alpin des maîtres

## Fédérations provinciales
- Québec : Ski Québec Alpin
- Manitoba : Manitoba Alpine Ski Division
- Nouveau-Brunswick : Ski NB
- Alberta : Alberta Alpine
- Colombie-Britannique : BC Alpine
- Nouvelle-Écosse : Ski Nova Scotia
- Ontario : Ontario Alpin
- Île-du-Prince-Édouard : PEI Alpine Ski Association
- Saskatchewan : Sask Alpine
- Terre-Neuve-et-Labrador : Alpine Ski NL

## Identité visuelle

Années 1960
Années 1980
Années 1990
Années 2000
2011-2020
Depuis 2020